# Valentin Valentin (2015.)
Valentin Valentin francuski je kriminalistički film iz 2015. godine. Film je režirao Pascal Thomas, a glavne uloge u filmu tumače Marilou Berry, Vincent Rottiers i Marie Gillain.

## Radnja
Lijepi i sramežljivi Valentin, u kojega se zaljubljuju sve žene, nalazi se između njegove nezasitne ljubavnice, Claudie, njezinog ljubomornog supruga Freddyja, njegova sebične i nezrele majke alkoholičarke, susjede Jane, vratara Antonia, tri mlade susjede na 5. katu (Noor, Firenca i posebno Elodie) i tajanstvenih Kineza koji žive u stanu nasuprot.
Nakon što u cijelom naselju izbije val nasilja, Valentin je pronađen ubijen u obližnjem parku ispod mosta, gdje je čekao Lysu. Svi se pitaju, tko je počinio zločin?

## Uloge
| - Marilou Berry - Elodie - Vincent Rottiers - Valentin Fontaine - Marie Gillain - Claudia Livorno - Arielle Dombasle - Valentinova majka - Geraldine Chaplin - Jane - Alexandra Stewart - Sylvia - François Morel - Roger - Isabelle Candelier - Rose - Louis-Do de Lencquesaing - Freddy Livorno | - Christian Morin - Marius - Agathe Bonitzer - Florence - Christian Vadim - Sergio - Christine Citti - Antonia - Félix Moati - Romain - Victoria Lafaurie - Noor - Paul Minthe - Aymé - Karolina Conchet - Lys Tigré - Xin Wang - Madame Hou - Pascal Bonitzer - Inspektor |

## Vanjske poveznice
- Valentin Valentin u internetskoj bazi filmova IMDb-u